# Služba kriminální policie a vyšetřování

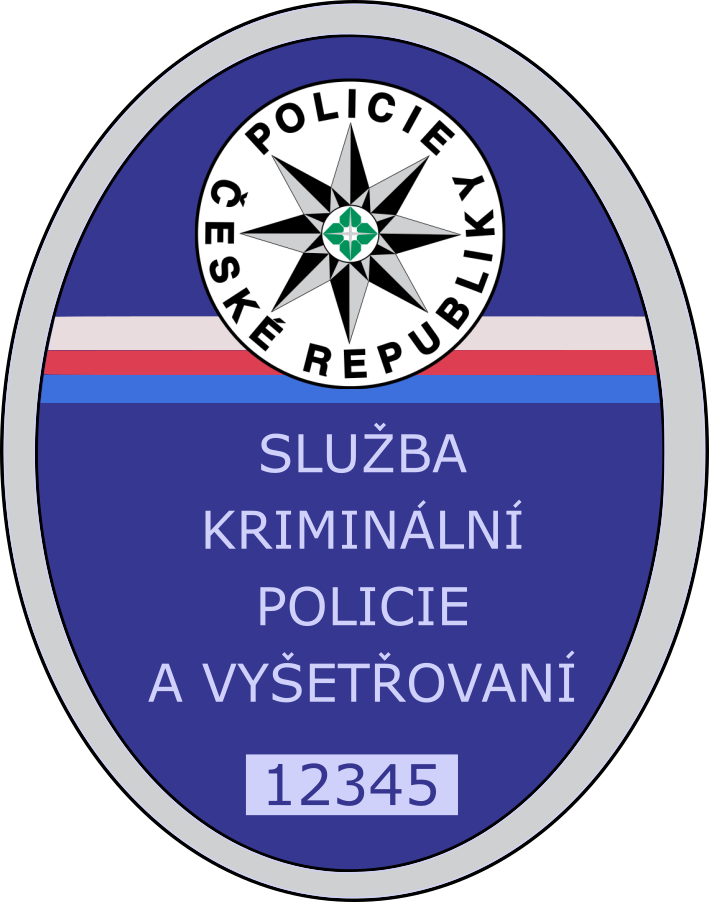
Odznak Služby kriminální policie a vyšetřování v letech 2002 až 2015

Útvary Služby kriminální policie a vyšetřování (SKPV), hovorově též kriminální policie nebo kriminálka, jsou policejní orgány činné v trestním řízení pověřené prověřováním a vyšetřováním trestné činnosti a další specializované služby Policie České republiky. Jejich příslušníci se podílejí i na pátrání po osobách a věcech, činnosti směřující proti drogám a organizovanému zločinu, boji s trestnou činností využívající IT, poskytování právní pomoci v trestních věcech a dalších kriminalistických činnostech.

## Organizace služby
Jednotlivá oddělení služby kriminální policie a vyšetřování působí v rámci krajských ředitelství PČR a jejich územních odborů. Územní působnost jednotlivých služeb je na rozdíl od okresních poboček PČR vymezena působností kraje.
Úřad služby kriminální policie a vyšetřování působí v rámci Policejního prezidia České republiky. To také znamená, že má celostátní působnost.

### Úřad SKPV
Úřad služby kriminální policie a vyšetřování sídlí ve Strojnické ulici v pražských Holešovicích. Úřad metodicky řídí celostátní i územní složky SKPV a napomáhá jejich spolupráci se zahraničními policejními sbory a institucemi.
Součástí úřadu jsou
- Národní protidrogová centrála
- Úřad dokumentace a vyšetřování zločinů komunismu
- Národní centrála proti organizovanému zločinu
- Útvar speciálních činností – ochrana svědků, použití agentů, krycí doklady
- Útvar zvláštních činností – odposlech a záznam telekomunikačního provozu, sledování osob a věcí

## Ředitel SKPV
Ředitel SKPV je současně náměstkem policejního prezidenta. Ředitele jmenuje a odvolává policejní prezidium. Ředitel úřadu přímo řídí ředitele útvarů služby.
Ředitelé Úřadu služby kriminální policie a vyšetřování:
- Martin Červíček (2011–2012)
- Milan Pospíšek (do prosince 2015)
- Michal Mazánek (2016[5])
- Zdeněk Laube (2014–2016)
- Jaroslav Vild (2017–2021)
- plk. Mgr. Tomáš Kubík (od 2021)

## Historie
V roce 1993 byla vytvořena Ústředna kriminální policie (ÚKP), o dva roky později došlo k reorganizaci ÚKP na nové útvary Služby kriminální policie (SKP). Vznikl také Útvar pro odhalování organizovaného zločinu SKPV, pod ním Národní protidrogová centrála a další. V roce 2001 byla Národní protidrogová centrála vyjmuta z organizační struktury Útvaru pro odhalování organizovaného zločinu a stala se samostatnou specializovanou jednotkou služby kriminální policie a rok nato byly sloučeny dřívější úřady vyšetřování Policie ČR se službou kriminální policie, službou pro odhalování korupce a závažné hospodářské trestné činnosti v jeden celek. V říjnu 2015 vypukla „kauza Vidkun“, Milan Pospíšek v důsledku toho rezignoval na funkci ředitele SKPV. Roku 2016 byl Útvar pro odhalování organizovaného zločinu (ÚOOZ) sloučen s Útvarem odhalování korupce a finanční kriminality (ÚOKFK) v jeden celek (NCOZ).